# Panorpa malaisei
Panorpa malaisei är en näbbsländeart som beskrevs av George W. Byers 1999. Panorpa malaisei ingår i släktet Panorpa och familjen skorpionsländor. Inga underarter finns listade i Catalogue of Life.